# نادي المصنعة
نادي المصنعة الرياضي هو نادي رياضي عماني يقع مقره في المصنعة بعمان. يلعب الفريق حالياً في دوري المحترفين العماني أعلى درجات كرة القدم العمانية. الملعب البيتي للنادي هو ملعب السيب ويتسع لجلوس 12,000 متفرج.

## روابط خارجية
- المصنعة على كووورة